# 박외선
박외선(朴外仙, 1915년 12월 1일~2011년 9월 3일)은 대한민국의 여성 무용가 겸 수필가이다.

## 생애
본관은 경주(慶州)이고 평안남도 평양 출생이며 아동문학가 마해송(馬海松)의 2번째 부인이고 시인 겸 방사선영상의학과 전문의 마종기(馬鍾基)의 어머니이기도 하다.
1930년 일본에서 무용가로 첫 입문하였다.

## 학력
- 평안남도 평양 종로보통학교 졸업

### 비학위 수료
- 일본 도쿄 문화원 불어속성교육과정 수료

## 평가
그녀는 현대무용가로 전후 불모지나 다름없던 대한민국 무용계에 현대무용을 전파한 선각자라 평가받는다.